# 考德威爾 (德克薩斯州)
考德威爾（英語：Caldwell）是一個位於美國德克薩斯州伯利森縣的城市。根據2010年美國人口普查，該地共人口4104人，而該地的面積約為10.20平方千米。同時該地也是伯利森縣的縣治。

## 地理
考德威爾的座標為30°31′43″N 96°42′01″W / 30.52861°N 96.70028°W，而該地的平均海拔高度為117米（即384英尺）。